# Caso Alekséyev contra Rusia
Alekséyev contra Rusia es un caso presentado ante el Tribunal Europeo de Derechos Humanos por la prohibición de las marchas del Orgullo Gay en Moscú durante los años 2006, 2007 y 2008. El caso fue presentado por el activista ruso pro derechos LGBT Nikolái Alekséyev, organizador de las marchas, que reclamaba que la prohibición de las marchas violaba el artículo 11 (libertad de reunión) de la Convención Europea de Derechos Humanos. Además, reclamaba que no había recibido un amparo judicial efectivo contra la violación del artículo 11, lo que implica el incumplimiento del artículo 13, y que había sido discriminado por las autoridades de Moscú, violándose el artículo 14.
La primera sección del tribunal consideró unánimemente que se habían violado los artículo 11, 13 y 14 de la Convención Europea de derechos Humanos. Su sentencia se dictó el 21 de octubre de 2010. En enero de 2011, el Gobierno ruso apeló la sentencia para que se reconsiderase ante la Gran Sala según el artículo 44 (2) de la Convención.

## Antecedentes
El demandante, Nikolay Alekséyev, es un abogado, periodista y activista pro derechos LGBT en Rusia, que nació el 23 de diciembre de 1977 en Moscú.

### Acontecimientos de 2006
En 2006, el demandado, junto a otros activistas, intentaron organizar una marcha en Moscú para protestar contra la discriminación del colectivo LGBT en Rusia. Se pretendía realizar la marcha el 27 de mayo de ese año, el aniversario de la despenalización de la homosexualidad en Rusia. El 26 de febrero, el alcalde de Moscú, Yury Luzhkov, declaró que no se permitiría que se realizara ninguna marcha LGBT.

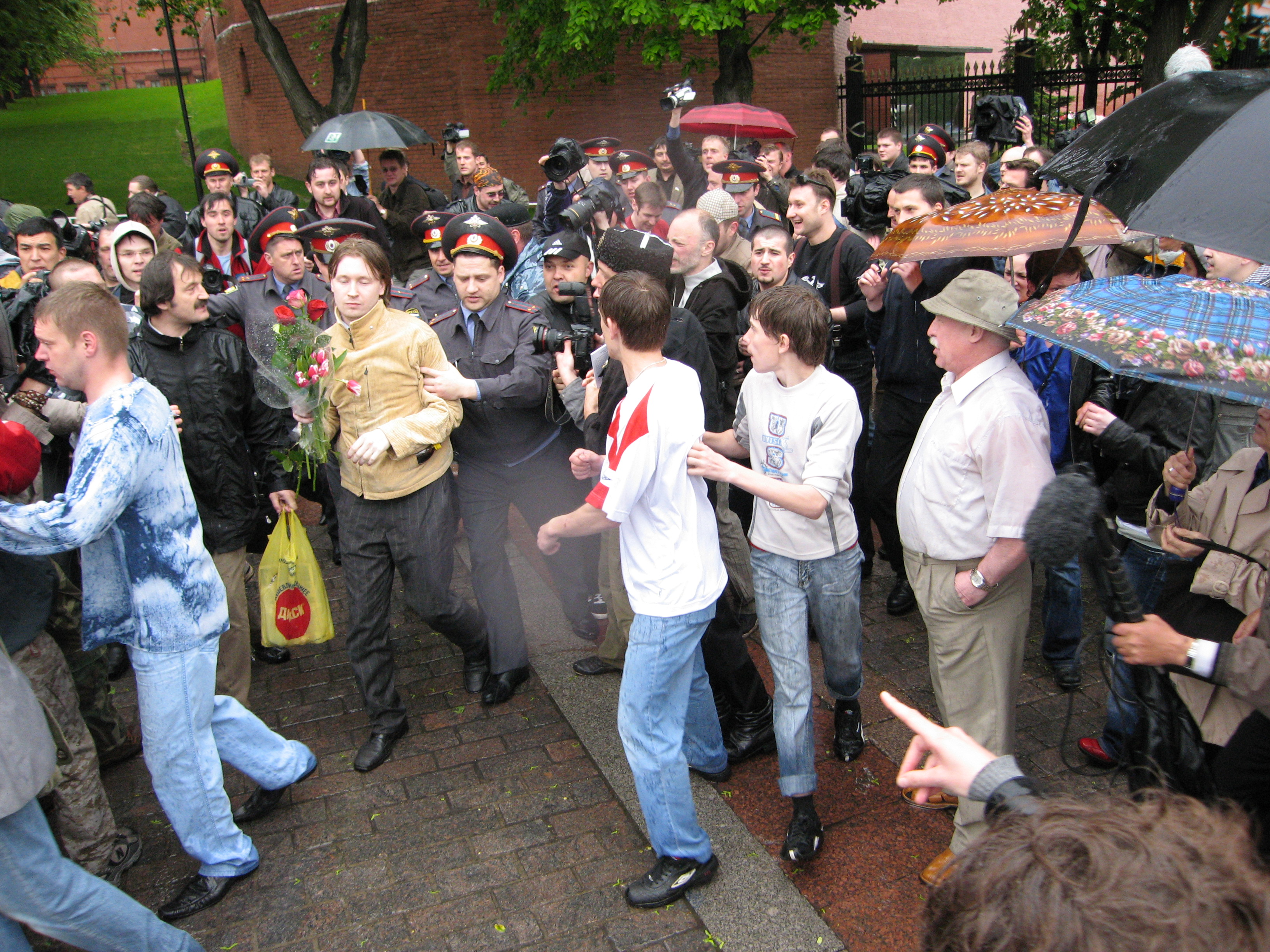
Arresto de Nikolay Alekséyev en los Jardines de Alejandro el 27 de mayo de 2006.

Los organizadores de la marcha comunicaron al ayuntamiento el 15 de mayo de 2006, que una manifestación de unas dos mil personas transcurriría por la calle Myasnitskaya, desde la central de correos hasta la Plaza Lubianka, el 27 de mayo, empezando a las 3 p. m. y hasta las 5 p. m.. El 18 de mayo el ayuntamiento informó a los organizadores que denegaba el permiso para la marcha alegando motivos de orden público, para prevenir posibles disturbios y proteger la salud, moral y los derechos y libertades de los ciudadanos.
Entonces los organizadores solicitaron una alternativa reduciendo la manifestación a la plaza Lubianka, además de presentar una apelación ante los tribunales la negativa a la autorización, aunque ambas iniciativas resultaron infructuosas.
El 27 de mayo de 2006, día que se intentaba hacer la marcha, el demandante y otros activistas asistieron a una conferencia con motivo del Día Internacional contra la Homofobia y la Transfobia, celebrado el día 17 de mayo. Allí anunciaron su intención de ir a los jardines de Alejandro y a la zona oeste de las murallas del Kremlin, y dejar flores en la tumba del soldado desconocido como acto de recuerdo a las víctimas del fascismo, incluyendo a las víctimas LGBT. Su intención era realizar posteriormente una protesta de quince minutos contra la prohibición frente a las oficinas de la alcaldía en la calle Tverskaya. Cuando el demandante y otros quince activistas llegaron a los jardines se encontraron con las puertas cerradas y a unos ciento cincuenta policías antidisturbios desplegados, además de a unos cien individuos protestando contra su planeada ofrenda de flores. El demandante fue arrestado y los demás manifestantes fueron hasta las oficinas de la alcaldía. La policía arrestó a una centena de personas que intentaron atacar a los manifestantes LGBT. El relato de estos sucesos realizado por el demandante fue corroborado por los informes de la Asociación Internacional de Gays y Lesbianas (ILGA) y Human Rights Watch.

### Acontecimientos de 2007
El 15 de mayo de 2007, el demandante, junto a otros activistas, volvió a pedir permiso a la alcaldía para una marcha similar a la solicitada el año anterior, aunque para un número de participantes de cinco mil cien. Esta solicitud también fue rechazada, y también se denegó el permiso a las propuestas alternativas de manifestación frente al ayuntamiento en la calle Tverskaya y otra en el parque Novopushkinskiy. El 27 de mayo, el demandante, junto a veinte personas, intentaron llevar una petición contra la prohibición de manifestarse al ayuntamiento, pero fue detenido por la policía junto a otros dos hombres. Fue condenado a una sanción administrativa de desobediencia a la autoridad de la policía y multado con mil rublos.

### Acontecimientos de 2008
De nuevo, el 18 de abril de 2008, Alekséyev y los demás organizadores tramitaron solicitudes para intentar que se autorizaran diez marchas el 1 y el 2 de mayo de 2008. Todas fueron denegadas alegando motivos de seguridad pública, y los organizadores solicitaron otros quince permisos para marchas el 3 y el 5 de mayo, con los mismos resultados. Entonces el demandante interpuso varias propuestas alternativas, incluyendo una al recientemente elegido presidente de Rusia, Dmitri Medvédev, reclamando realizar una marcha en los jardines de Alejandro el 31 de mayo de 2008, que no recibió respuesta alguna.
El demandante apeló todas las denegaciones de permiso sin obtener resultados positivos, e intentó organizar una protesta el 17 de mayo pidiendo cargos penales contra el alcalde por prohibir las marchas. También se denegó el permiso para esta protesta el 13 de mayo por los mismos motivos alegados anteriormente, aunque los organizadores hicieron caso omiso y realizaron una protesta de diez minutos en la calle Bolshaya Nikitskaya junto a la residencia del alcalde.

## Juicio
Alekséyev apeló al Tribunal Europeo de Derechos Humanos, reclamando que los hechos que se sucedieron a raíz de su intento de realizar las marchas de 2006 a 2008 habían violado su derecho a la libertad de reunión proclamado en el artículo 11 de la Convención Europea de derechos humanos. Además reclamaba que no había tenido acceso a un amparo legal a la violación del artículo 11, lo que significaba una violación del artículo 13; y que la denegación de permiso a la celebración de las marchas había sido una discriminación por su orientación sexual y la de los demás participantes, lo que constituía una violación del artículo 14 en conjunción con el artículo 11.
El tribunal, por unanimidad, consideró que se habían violado los tres artículos.

### Artículo 11 (libertad de reunión)
Alegatos del gobierno
El gobierno alegaba que la ley local permitía restringir el derecho de reunión en aras de la seguridad, y que las circunstancias en las que el demandante pretendía realizar las marchas y la existencia de una fuerte opinión pública en contra significaba un alto riesgo de violencia. Reclamaban que el artículo 11 debía interpretarse con un amplio margen de apreciación en los distintos estados, de forma que se pudiera acomodar al contexto cultural en que se encuentra la homosexualidad de Rusia. Además el gobierno reclamaba que había sido necesario prohibir la manifestación para proteger la moral, aludiendo a las prominentes organizaciones religiosas que se oponían a las marchas, y que como no había consenso entre los Estados miembros sobre la legitimación de la homosexualidad en la sociedad, las autoridades nacionales estaban en mejor posición que la Corte Europea para determinar las condiciones necesarias para tales eventos.
Alegatos del demandante
El demandante respondió que la alegación de riesgo de seguridad usada para prohibir las marchas sólo era aplicable respecto a la seguridad e idoneidad del lugar de reunión propuesto, no a un riesgo general de violencia, y que las autoridades al rechazar la solicitud alegando este motivo estaban obligadas a proponer un lugar alternativo, cosa que no habían hecho. Alekséyev argumentó que la definición de moralidad del gobierno era incorrecta, y que se refería solo a la opinión pública mayoritaria, que no tenía en cuenta el concepto de pluralismo o diversidad. Además sostuvo que las marchas no habrían amenazado la moralidad ya que no habría habido ningún contenido sexual provocativo, y que se involucraban derechos humanos y libertades civiles. Afirmó que las alegaciones del gobierno a la seguridad pública eran inconsistentes ya que no se podía demostrar que hubiera un riesgo de violencia considerable. Finalmente afirmó que la prohibición era exagerada y desproporcionada, y que no podía ser una justificación que una parte de la sociedad se pudiera escandalizar o sentirse confusa (Bączkowski contra Polonia).
Resolución del tribunal
El tribunal consideró innecesario entrar a considerar la legitimidad del objetivo o la legalidad de la prohibición, ya que se consideró que no cumplía con los requisitos necesarios en una sociedad democrática.
El tribunal reiteró que el artículo 11 incluye la protección de las reuniones que pudieran estar en riesgo de ataques de grupos que pudieran estar en desacuerdo o se sintieran ofendidos por los objetivos de la reunión (párrafo 73). El gobierno se había referido para justificar la prohibición, entre otras cosas, a una declaración en contra realizada por el líder de los musulmanes de Nizhniy Novgorod (la cuarta ciudad de Rusia), que afirmó que era necesario lapidar a los homosexuales hasta matarlos, como prueba de que era probable que se produjeran desórdenes públicos si se realizaban las marchas. El tribunal consideró que «[b] y basando la prohibición en llamadas tan flagrantemente ilegales, las autoridades hicieron suyas las intenciones de las personas y organizaciones que clara y deliberadamente tenían intención de irrumpir en una manifestación pacífica para alterar la ley y el orden público.» (párrafo 76)
El tribunal consideró desproporcionada la afirmación de que el objetivo del gobierno con la prohibición era proteger a los niños y a los adultos vulnerables de la propaganda homosexual. También descartó la consideración del gobierno de que las marchas debían prohibirse por entrar en conflicto con la doctrinas religiosas y los valores de la mayoría. Se afirmó que si el ejercicio de los derechos garantizados por la convención de un grupo minoritario se supeditara a la aceptación de ese grupo por la mayoría de la sociedad, esto sería incompatible con los valores subyacentes de la Convención (párrafo 81).
La corte respondió a las afirmaciones del gobierno de que no había consenso entre los Estados miembros sobre la legitimidad de la homosexual, afirmando que había consenso hace mucho tiempo entre los Estados miembros en tal materia en la legislación sobre prácticas homosexuales (Dudgeon contra Reino Unido), homosexuales en el ejércitos (Smith y Grady contra Reino Unido), derechos parentales, derecho de sucesión (Karner contra Austria), e igualdad de edades de consentimiento sexual (S. L. contra Austria). Mientras que en temas como la adopción por parte de parejas del mismo sexo y el acceso al matrimonio no había todavía un consenso, el tribunal consideró que no había ambigüedad entre los demás Estados miembros en el reconocimiento del derecho de los individuos a identificarse como gais, lesbianas o cualquier otra minoría sexual, y promover sus derechos y libertades, en particular ejercitar su derecho de reunión pacífica. (para.84)
El tribunal consideró que el gobierno no había dado ningún paso para evaluar el riesgo que se alegaba produciría la realización de las marchas. Afirmó que el único factor tenido en cuenta por las autoridades de Moscú había sido la oposición pública contra el evento y sus propios puntos de vista sobre la moral. (párrafo 85). El gobierno no consiguió demostrar que hubiera ninguna presión social imperiosa para prohibir tales manifestaciones por ningún motivo de los alegados, y por ello el Tribunal concluyó que la prohibición no era necesaria en una sociedad democrática, y que se había producido una violación del derecho a la libertad de reunión en virtud del artículo 11.

### Artículo 13 (reparación efectiva)
El artículo 13 establece que en un estado miembro una autoridad nacional competente debe ser capaz de proporcionar un recurso interno adecuado a una parte agraviada, tanto para entrar a conocer el fondo de una denuncia pertinente al Convenio como de proporcionar una reparación adecuada. Como se había violado el derecho del demandante según el artículo tenía derecho a dicha reparación en virtud del artículo 13.
El tribunal declaró que en tales circunstancias la reparación efectiva hubiera sido que el demandante hubiera podido obtener un amparo judicial apropiado relativo a la autorización de la marcha antes de que del plazo establecido para su celebración. El tribunal consideró que los recursos judiciales que habían estado a disposición del solicitante eran de carácter post-hoc y podían proporcionar una reparación adecuada al solicitante, y que por lo tanto se había violado el artículo 13 (párr. 99 ).

### Artículo 14 (discriminación)
El artículo 14 protege contra la discriminación en el acceso a algún derecho protegido por la Convención. Como hace referencia a la discriminación para acceder a algún derecho solo se puede aplicar en conjunción con otro artículo, en este caso el artículo 11.
Alegatos de las partes
El gobierno afirmaba que el antagonismo existente entre las minorías sexuales y los grupos religiosos en Rusia hacían necesario restringir el ejercicio de ciertos derechos. El demandante reclamaba que la prohibición era una discriminación puesta en práctica porque las autoridades de Moscú desaprobaban la homosexualidad. Se apoyó en las declaraciones del gobierno justificando la prohibición de la marcha por la desaprobación de los grupos religiosos, y en los comentarios del alcalde de Moscú contra la homosexualidad.
Resolución del tribunal
El tribunal estableció que la homosexualidad era la base de la discriminación para aplicar el artículo 14, y que el margen de apreciación permitido a los estados medios en este tema era muy estrecho. Es necesario demostrar que las medidas no solo son apropiadas en general sino que son necesarias en unas circunstancias en particular (párrafo 108), y que si la única razón presentada por un estado miembro para la restricción de acceso a los derechos de la Convención fuera la homosexualidad de las víctimas equivaldría a una discriminación en virtud del artículo 14. El tribunal determinó de los hechos que la principal razón para prohibir las marchas fue la orientación sexual de sus participantes, y que por ello se había violado el artículo 14 en conjunción con el artículo 11.

### Indemnización
El demandante reclamaba 40.000 € de indemnización por daños morales, y se condenó al gobierno a pagarle 12.000 €, además de a pagar 17.510 € en costas procesales.